# Huub Sijen
Hubertus Jacobus (Huub) Sijen (Maastricht, 21 de novembre de 1918 – Geleen, Sittard-Geleen, Limburg, 20 de febrer de 1965) va ser un ciclista neerlandès que va córrer entre 1937 i 1951.
En el seu palmarès destaca el campionat nacional de categoria independent el 1938 i, sobretot, dues etapes a la Volta a Catalunya, el 1940 i 1946. El 1939 quedà segon a la Fletxa Valona.

## Palmarès
- 1938
  -  Campió dels Països Baixos de categoria independent
- 1940
  - Vencedor d'una etapa a la Volta a Catalunya
- 1942
  - 1r a Valkenburg
- 1946
  - 1r a Kinrooi
  - Vencedor d'una etapa a la Volta a Catalunya
- 1947
  - 1r a Oosterhout
  - 1r a Hoensbroek
  - 1r a Maas-Peel-Mijnkoers
- 1948
  - 1r al Critèrium de Made
- 1949
  - 1r a Oud-Turnhout
- 1950
  - 1r a Hoogerheide

### Resultats al Tour de França
- 1939. Abandona (9a etapa)
- 1947. Abandona (8a etapa)
- 1949. Abandona (9a etapa)

### Resultats a la Volta a Espanya
- 1946. Abandona